# Edward Bluemel
Edward Robert Bluemel (Tunbridge Wells, Kent; 22 de mayo de 1993) es un actor británico. Conocido por sus papeles en la serie de televisión de Sky One, A Discovery of Witches (2018-2022) y en la serie de suspenso de la BBC, Killing Eve (2019-2022).

## Biografía
Bluemel nació en 1993 en Tunbridge Wells, en el condado inglés de Kent. Durante sus años escolares asistió a la escuela Taunton en Somerset, donde sus padres, Martin y Jane, enseñaban química y física respectivamente. Cuando tenía 11 años empezó a actuar, inicialmente en una obra escolar y a los 17 fue cuando decidió dedicarse profesionalmente a la actuación. Por lo que realizó un curso básico de un año de duración en la Real Academia de Arte Dramático (RADA),antes de graduarse en la Real Escuela Galesa de Música y Teatro en 2015 con una Licenciatura en Actuación.
En 2017, hizo su debut en la actuación teatral en el West End de Londres en la obra Love In Idleness en el teatro Menier Chocolate Factory y en el Apollo Theatre, así como su debut cinematográfico en la película Access All Areas, y tuvo su primer papel importante en una serie de televisión interpretando el personaje de Toby Hamilton en el drama de guerra de la cadena ITV, The Halcyon. También apareció en la obra de teatro, Touch, en el Soho Theatre.
Al año siguiente, comenzó a interpretar a Marcus Whitmore en la serie de fantasía de Sky One, A Discovery of Witches, una adaptación del libro del mismo título de la autora estadounidense Deborah Harkness. También apareció en la película El pasajero. En 2019, tuvo un papel recurrente como Sean, el hermano de Maeve Wiley (interpretado por Emma Mackey), en la comedia dramática de Netflix, Sex Education, y se unió al elenco principal de la serie de suspenso de la BBC, Killing Eve, para su segunda temporada, donde interpretó el papel de Hugo Tiller.
Interpretó al Capitán Harville en la película Persuasion de Netflix de 2022 y a Luke Nightingale en la serie Ten Percent de Amazon Prime. También ha participado en la serie de MGM+, Belgravia: The Next Chapter (2024), y en 2024, apareció en la serie de televisión de Amazon Prime, My Lady Jane, adaptación de la novela del mismo título de los autores Cynthia Hand, Brodi Ashton y Jodi Meadows sobre la vida muy ficticia de Lady Jane Grey. La producción de la serie comenzó en agosto en Londres.

## Vida personal
Además, disfruta de la música lo-fi y del fútbol como pasatiempos. También le interesa la pesca.
En 2019, vivía en el barrio de Tooting Bec, al sur de Londres.

## Filmografía

### Películas
| Año  | Título              | Papel                 | Notas                 | Ref. |
| ---- | ------------------- | --------------------- | --------------------- | ---- |
| 2017 | Access All Areas    | Heath                 |                       |      |
| 2018 | The Commuter        | Novio de Gwen         |                       |      |
| 2018 | House Finch         | Jamie                 | Cortometraje          |      |
| 2019 | How to Build a Girl | Strange Cages Manager |                       |      |
| 2020 | Pelicans            | Ben Bay               | Cortometraje          |      |
| 2022 | Persuasion          | Capitán Harville      | Película para Netflix |      |
| 2023 | Such A Lovely Day   | Ben                   | Cortometraje          |      |

### Series de televisión
| Año       | Título                      | Papel                 | Notas                                     | Ref.   |
| --------- | --------------------------- | --------------------- | ----------------------------------------- | ------ |
| 2016      | Holby City                  | Dexter Arnold         | Episodio: «A Friend in Need»              |        |
| 2017      | The Halcyon                 | Toby Hamilton         | Papel principal; 8 episodios              |        |
| 2017      | The Crown                   | Joven (Barracas)      | -                                         |        |
| 2018–2022 | A Discovery of Witches      | Marcus Whitmore       | Papel principal; 17 episodios             | [ 11 ] |
| 2019–2023 | Sex Education               | Sean Wiley            | 5 episodios                               |        |
| 2019      | Traitors                    | Barrie Clifton        | 2 episodios                               |        |
| 2019–2022 | Killing Eve                 | Hugo Tiller           | Papel principal; 8 episodios              | [ 20 ] |
| 2020      | Trying                      | Jonny                 | Episodio: «Show Me the Love»              |        |
| 2020      | Behind the Filter           | Barney                | Corto de televisión                       |        |
| 2020      | Brave New World             | Arch Songster         | Episodio: «Monogamy and Futility: Part 1» |        |
| 2021      | Please Help                 | Dean Nutt             | Episodio piloto                           |        |
| 2022      | Ten Percent                 | Luke                  | 6 episodios                               |        |
| 2023      | Castlevania: Nocturne       | Richter Belmont (voz) | Papel principal; 8 episodios              |        |
| 2024      | Belgravia: The Next Chapter | Dr. Stephen Ellerby   | Papel principal; 7 episodios              | [ 16 ] |
| 2024      | My Lady Jane                | Lord Guildford Dudley | Papel principal; 8 episodios              | [ 20 ] |
| 2024      | We Might Regret This        | Levi                  | 6 episodios                               | [ 21 ] |
| —         | Washington Black            | Billy McGee           | Posproducción                             |        |
| —         | The Seven Dials Mystery     | Jimmy Thesiger        | Filmándose                                | [ 22 ] |

### Obras de teatro
| Año  | Título            | Papel              | Teatro                                    |
| ---- | ----------------- | ------------------ | ----------------------------------------- |
| 2014 | The Winter's Tale | Leontes            | Richard Burton Theatre Company            |
| 2014 | Strange Orchestra | George             | Richard Burton Theatre Company            |
| 2014 | Mercury Fur       | Lola               | Company of Sirens                         |
| 2014 | King Lear         | Earl of Gloucester | RWCMD                                     |
| 2015 | Longing           | Sergei             | Richard Burton Theatre Company            |
| 2015 | Animal            | Hector / Herdsman  | Richard Burton Theatre Company            |
| 2017 | Love In Idleness  | Michael Brown      | Menier Chocolate Factory y Apollo Theatre |
| 2017 | Touch             | Paddy              | Soho Theatre                              |

### Videojuegos
| Año  | Título                                       | Papel | Notas                        | Ref. |
| ---- | -------------------------------------------- | ----- | ---------------------------- | ---- |
| 2022 | The Dark Pictures Anthology: The Devil in Me | Jeff  | Voz y captura de movimientos |      |